# John Lavery

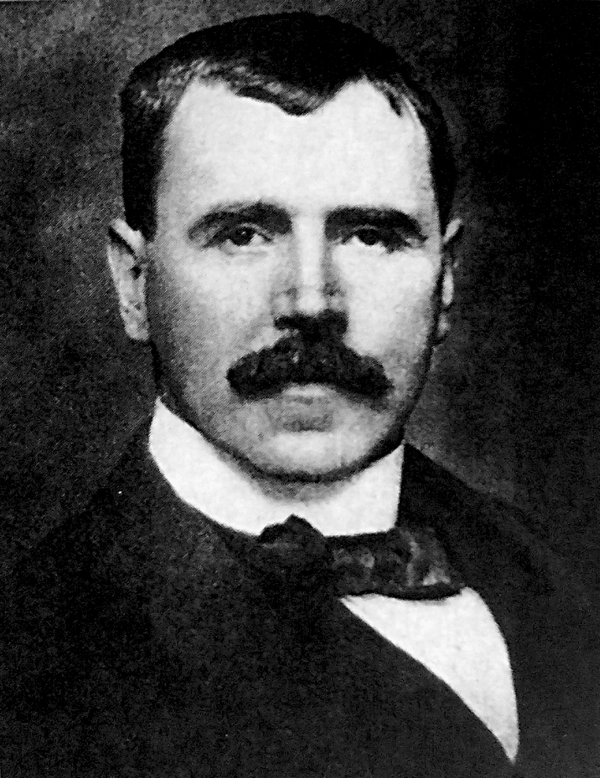
John Lavery

Sir John Lavery RA (* 20. März 1856 in Belfast; † 10. Januar 1941 im County Kilkenny) war ein irischer Porträtist und Landschaftsmaler.

## Leben
Lavery war ein Schüler der Haldane Academy in Glasgow, im Alter von 23 Jahren wechselte er 1879 an die Heatherly School of Art; dort wurde er der Mitschüler von William Lionel Wyllie. 1891 ging er, unterstützt von seinen Lehrern, nach Paris an die Académie Julian. Dort wurde er Schüler von William Adolphe Bouguereau und Tony Robert-Fleury und mit deren Einverständnis konnte Lavery während der Sommermonate in und um Glasgow als Landschaftsmaler wirken und während des Winters lernte er unter Aufsicht an der Akademie.
Nach seiner Rückkehr nach Großbritannien ließ sich Lavery in Glasgow nieder und wurde dort schon bald einer der wichtigsten Vertreter der Glasgow Boys. Im Jahr 1899 heiratete er Kathleen MacDermott und hatte mit ihr die Tochter Eileen (1890–1935). Seine Ehefrau starb bereits im darauffolgenden Jahr, geschwächt von der Geburt, an Tuberkulose. Im Jahr 1909 heiratete Lavery in zweiter Ehe Hazel Martyn (1897–1935), welche ihre Tochter Alice mit in die Ehe brachte.
Als Mitglied der Künstlerkolonie von Grez-sur-Loing im Département Seine-et-Marne entstand 1883 unter dem Einfluss von Jules Bastien-Lepage eines seiner bekanntesten Bilder, „Die Brücke in Grez“. In diesem Jahr war er auch erstmals auf der großen Ausstellung des Salon de Paris vertreten.
Ab 1886 konnte Lavery regelmäßig an den Ausstellungen der Royal Academy of Arts in London teilnehmen. Als Mitglied der Glasgow Brotherhood war er u. a. zusammen mit James Guthrie und Alexander Roche auch auf Ausstellungen im Glaspalast München oder der Grosvenor Gallery in London vertreten.
Im Jahr 1888 wurde Lavery von der Stadtverwaltung von Glasgow beauftragt, den Besuch von Königin Victoria anlässlich der International Exhibition 1888 auf Leinwand zu bannen. Nach zwei Jahren konnte das Werk übergeben und ausgestellt werden.
Nach dem Tod seiner ersten Ehefrau unternahm Lavery immer wieder ausgedehnte Reisen ans Mittelmeer und durch Nordafrika. Er verbrachte auch gerne die Wintermonate in Tanger (Marokko), wo dann auch viele Bilder von ihm entstanden.
1897/98 gründete Lavery zusammen mit James McNeill Whistler die International society of sculptors, painters and etchers und leitete diese bis 1908 als Vizepräsident. Im Jahr 1911 ernannte man ihn zum „associate“ der Royal Academy of Arts und nahm ihn 1921 auch als Mitglied auf. Am 6. Februar 1918 wurde er zum Knight Bachelor („Sir“) geschlagen. Die Académie royale des Sciences, des Lettres et des Beaux-Arts de Belgique nahm ihn 1913 als assoziiertes Mitglied auf.

## Galerie

Ausgewählte Werke
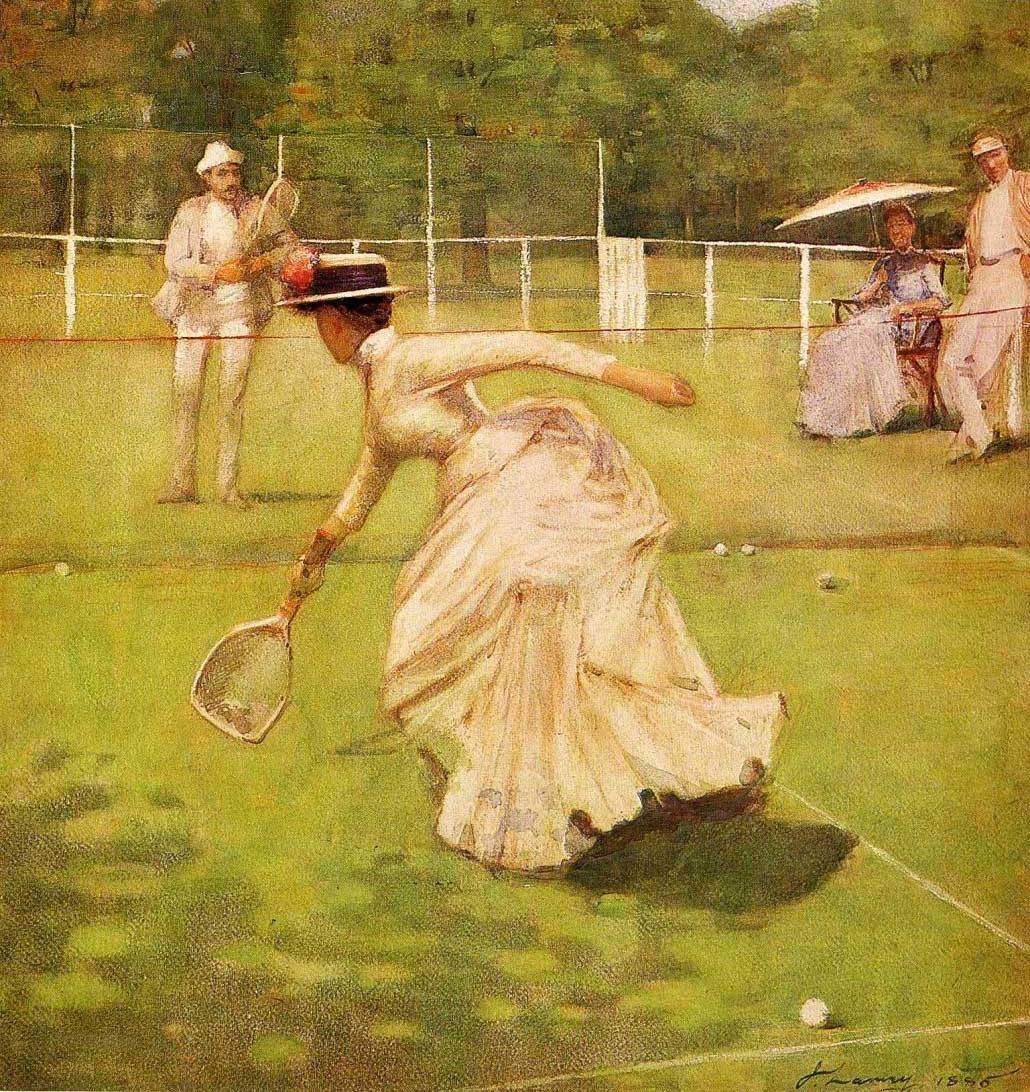
A Rally, 1885
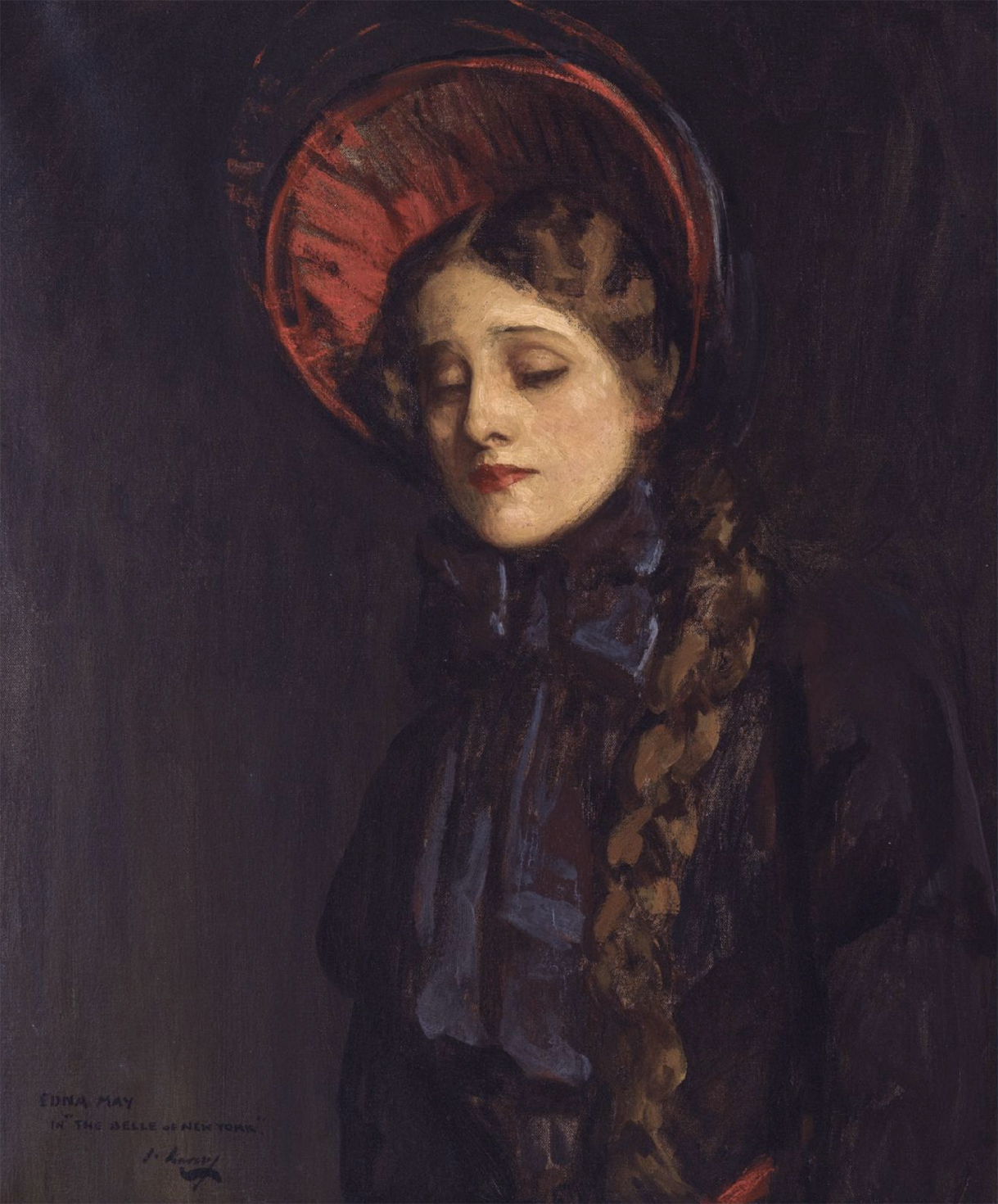
Edna May in The Belle of New York, 1907
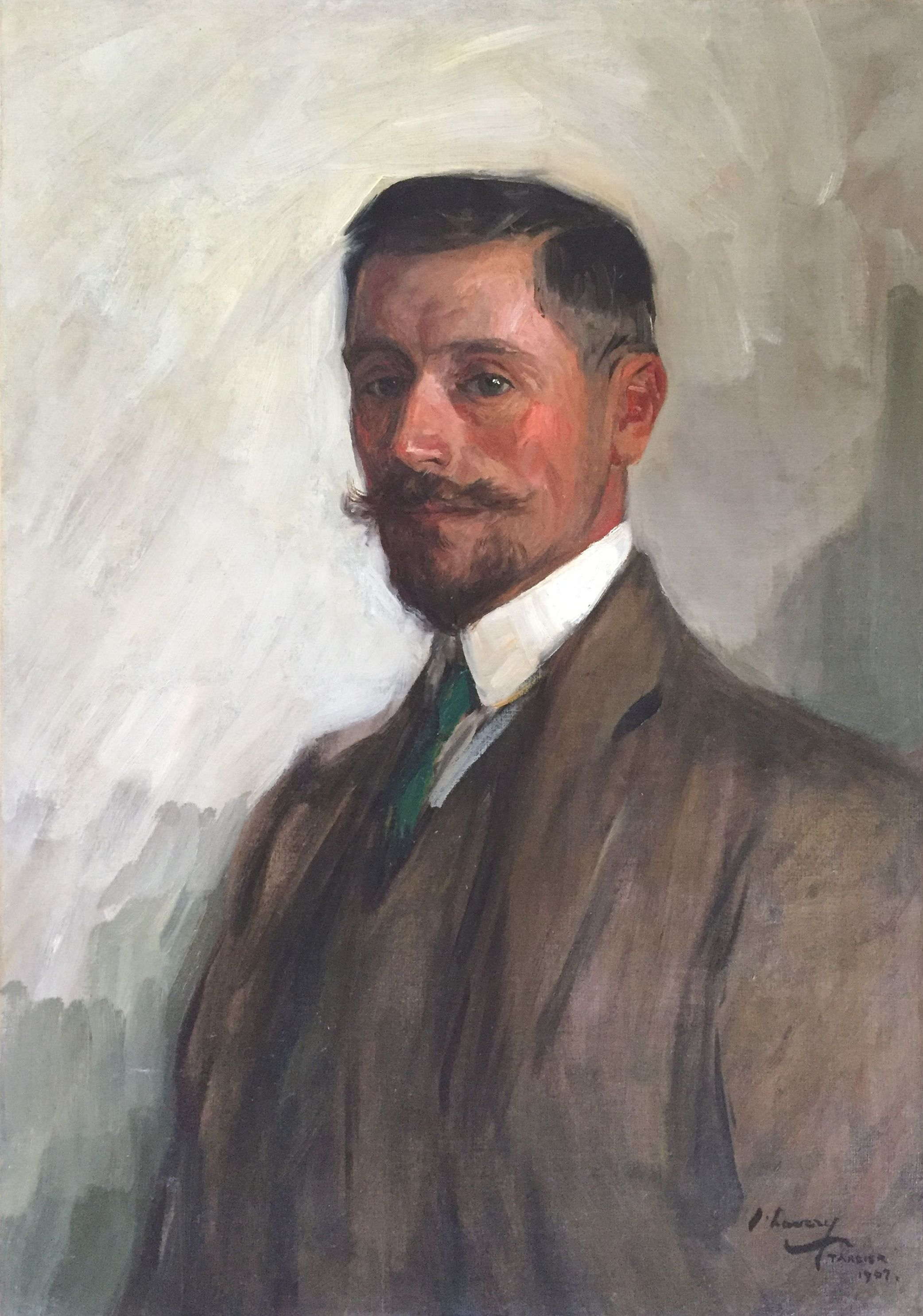
Walter Burton Harris, 1907
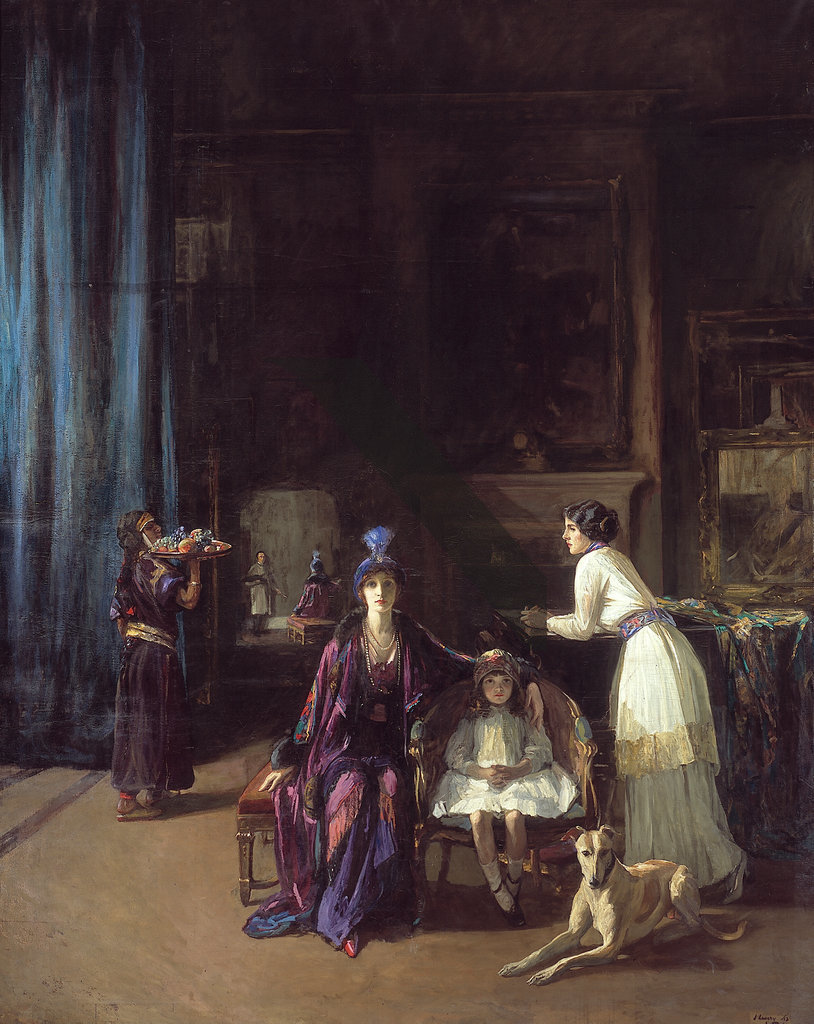
The artist’s studio: Lady Hazel Lavery with her Daughter Alice and Stepdaughter Eileen, zwischen 1910 und 1913
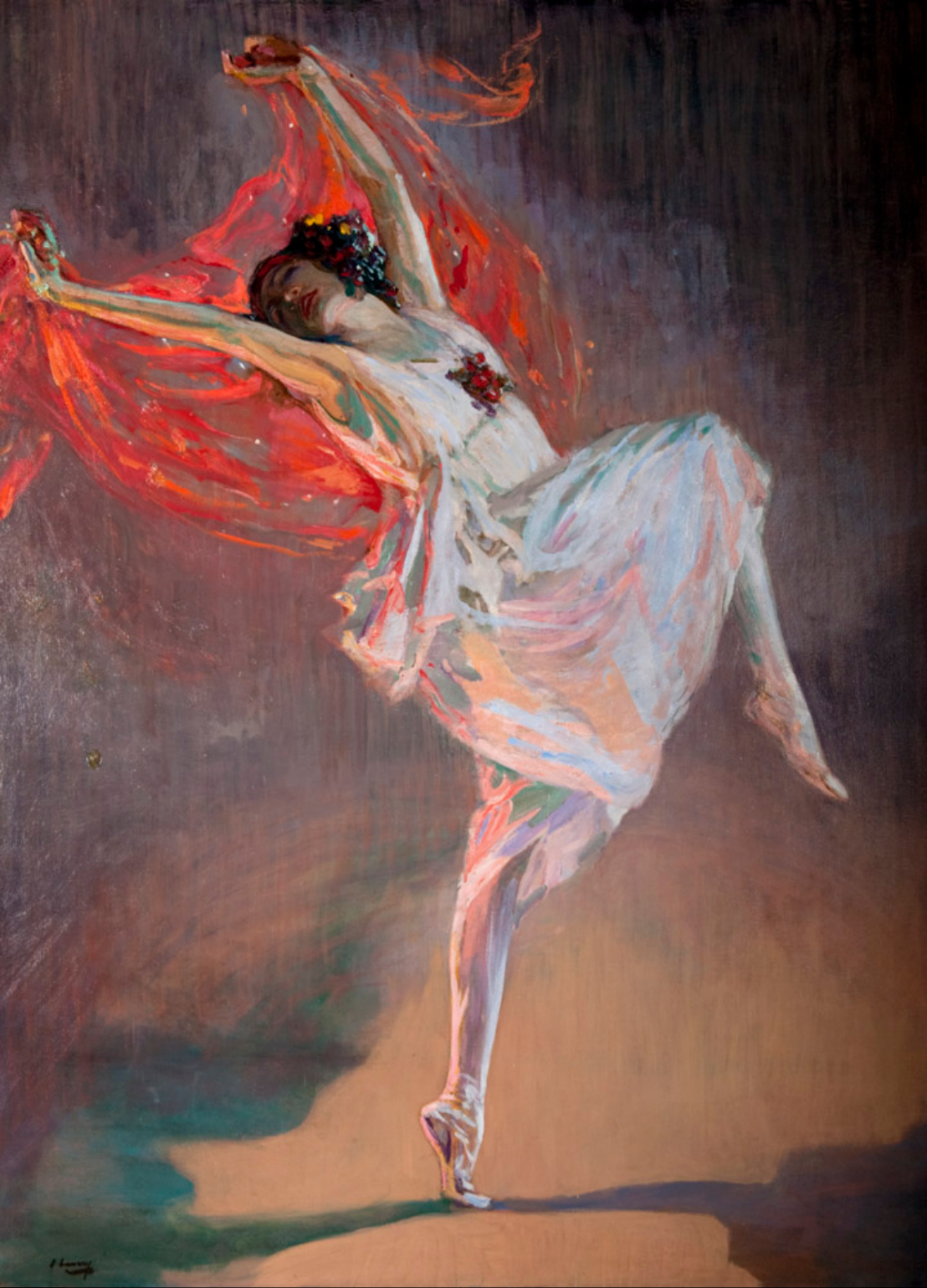
Anna Pavlova, ca. 1915
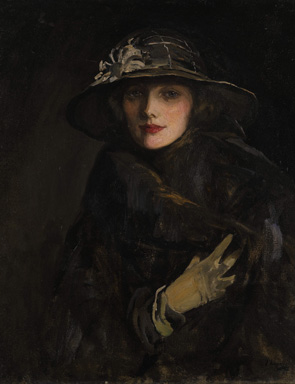
A Lady in Brown, ca. 1915

## Werke (Auswahl)
- The artist’s studio (Das Atelier des Künstlers)[4]
- Lady Lavery with her daughter Alice and step-daughter Eileen
- The bridge of Grez
- The lady in black, 1894
- Sir John Thomas Gilbert
- Polyhymnia
- King George V. and his family
- A garden in France, 1898
- Hazel in rose and gold
- Midnight at Tetuan
- Walter Burton Harris